# اغلبیان
اغلبیان که با عناوین بنی اغلب و اغالبه نیز شناخته می‌شوند (۲۹۶–۱۸۴ قمری / ۹۰۹–۸۰۰ میلادی) دودمانی از امرای عرب مسلمان بود که در سرزمین‌های افریقیه و صقلیه فرمانروایی می‌کردند.

## رویدادها
پدر ابراهیم ابن الاغلب یک سردار  عرب خراسانی از قبیله بنی تمیم بود بود که در ارتش عباسیان خدمت می‌کرد. در سال ۱۸۴ق/۸۰۰م هارون‌الرشید فرمانروایی ایالت افریقیه(تونس جدید) را در برابر خراج سالانه ۴۰٬۰۰۰ دینار به ابراهیم واگذار کرد. این واگذاری به دلیل دوری فاصله شمال آفریقا از بغداد با خودمختاری بسیاری همراه بود. در زمان زیادةالله اول اغلبیان، صقلیه(سیسیل) که در تصرف بیزانس بود را به‌دست آوردند (۲۱۷ق/۸۲۷م). اغالبه ناوگان بزرگی ترتیب دادند که مایه پیروزی آنها در مدیترانه مرکزی گردید. در سال ۲۵۵ق / ۸۶۸م مالت را هم به‌دست آوردند.

## فرمانروایان
- ابراهیم بن اغلب (۸۱۲–۸۰۰)
- عبدالله اول (۸۱۷–۸۱۲)
- زیادةالله اول (۸۳۸–۸۱۷)
- ابوعقال الاغلب (۸۴۱–۸۳۸)
- محمد اول (۸۵۶–۸۴۱)
- احمد (۸۶۳–۸۵۶)
- زیادةالله دوم (۸۷۵–۸۶۳)
- ابوالقرانیق محمد دوم (۹۰۲–۸۷۵)
- ابراهیم دوم (۹۰۳–۹۰۲)
- زیادةالله سوم (۹۰۹–۹۰۳)

## آثار

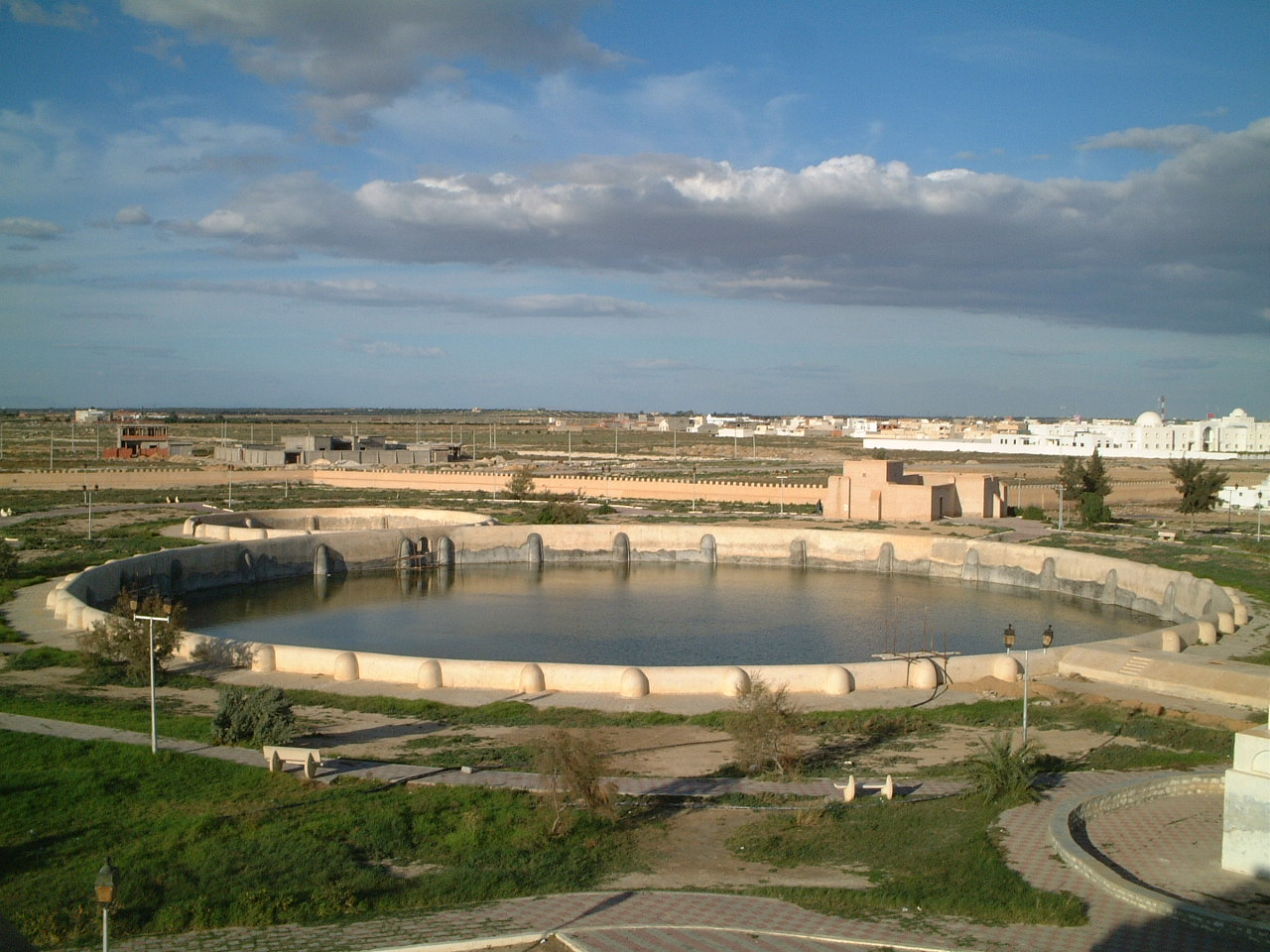
مخزن آب اغلبیان، قیروان

فرمانروایان اغلبی به آبادانی کردن و ساختن بنا اشتیاق داشتند.
زیادةالله اول مسجد برزگ قیروان را ساخت و احمد مسجد بزرگ تونس را تجدید بنا نمود. افزون بر این آثار بسیار برای آبیاری و کشاورزی در مناطق جنوب افریقیه که چندان حاصل‌خیز نبود، ساخته شد.